# Manfred Tiemann
Manfred Tiemann (* 21. Juli 1948; † 3. Oktober 2022 in Heidenheim an der Brenz) war ein deutscher evangelischer Theologe, Autor und Gymnasiallehrer.

## Leben
Tiemann studierte evangelische Theologie und Germanistik in Bethel, Marburg und Tübingen. Nach dem Ersten Staatsexamen 1974 trat er in den Schuldienst ein und wurde 1985 zum Studiendirektor und Fachberater im Staatlichen Schulamt Stuttgart ernannt. Seit seinem Ruhestand 2012 publizierte Tiemann schwerpunktmäßig zu den Themen Bibel und Film im Religionsunterricht.

## Veröffentlichungen
- Jesus comes from Hollywood. Göttingen 2002.
- Filme für Religionsunterricht und Gemeinde, Göttingen 2009.
- Leben nach Luther. Wiesbaden 2017.
- Jugend – und Bibel? Stuttgart 2019.
- Josef und die Frau Potifars im populärkulturellen Kontext. Wiesbaden 2020.
- The Bible comes from Hollywood. Göttingen 2022.